# Dismember
Dismember este o formație de death metal din Stockholm, Suedia fondată în anul 1988.